# 칼 존슨 (그랜드 테프트 오토)
칼 존슨(Carl Johnson)은 《그랜드 테프트 오토: 산 안드레아스》의 주인공이다.